# Franzburg
Franzburg est une municipalité allemande du land de Mecklembourg-Poméranie-Occidentale et l'arrondissement de Poméranie-Occidentale-Rügen.

## Personnalités liées à la ville
- Philippe II de Poméranie (1573-1618), duc née à Neuenkamp.
- Claire de Poméranie (1574-1623), duchesse née à Franzburg.